# Икороду
Икороду (англ. Ikorodu) — город в штате Лагос в юго-западной части Нигерии.
Расположен недалеко от Лагосской лагуны, в Бенинском заливе, в 23 км к северо-западу от Лагоса. Граничит со штатом Огун.

## История
Традиционное место жительства племени авори народа йоруба. Икороду был основан йоруба, поселившимися в этом районе. Имя Икороду является формой Око Оду, что означает «ферма оду».
Приобрел важное значение в середине XIX века как торговый пост королевства Ремо (Иджебу-Ремо) на торговом пути из Лагоса в Ибадан.

## Экономика

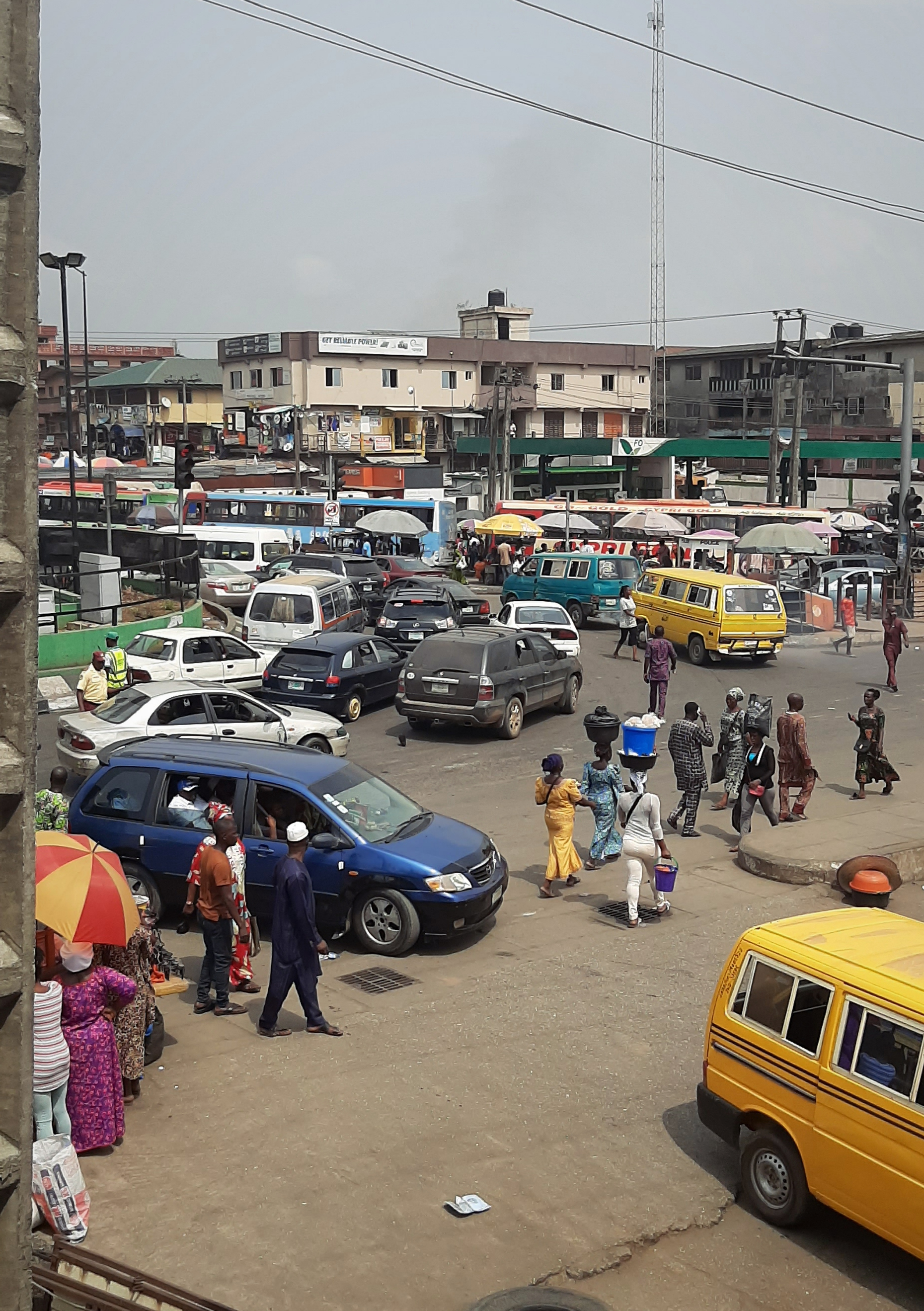

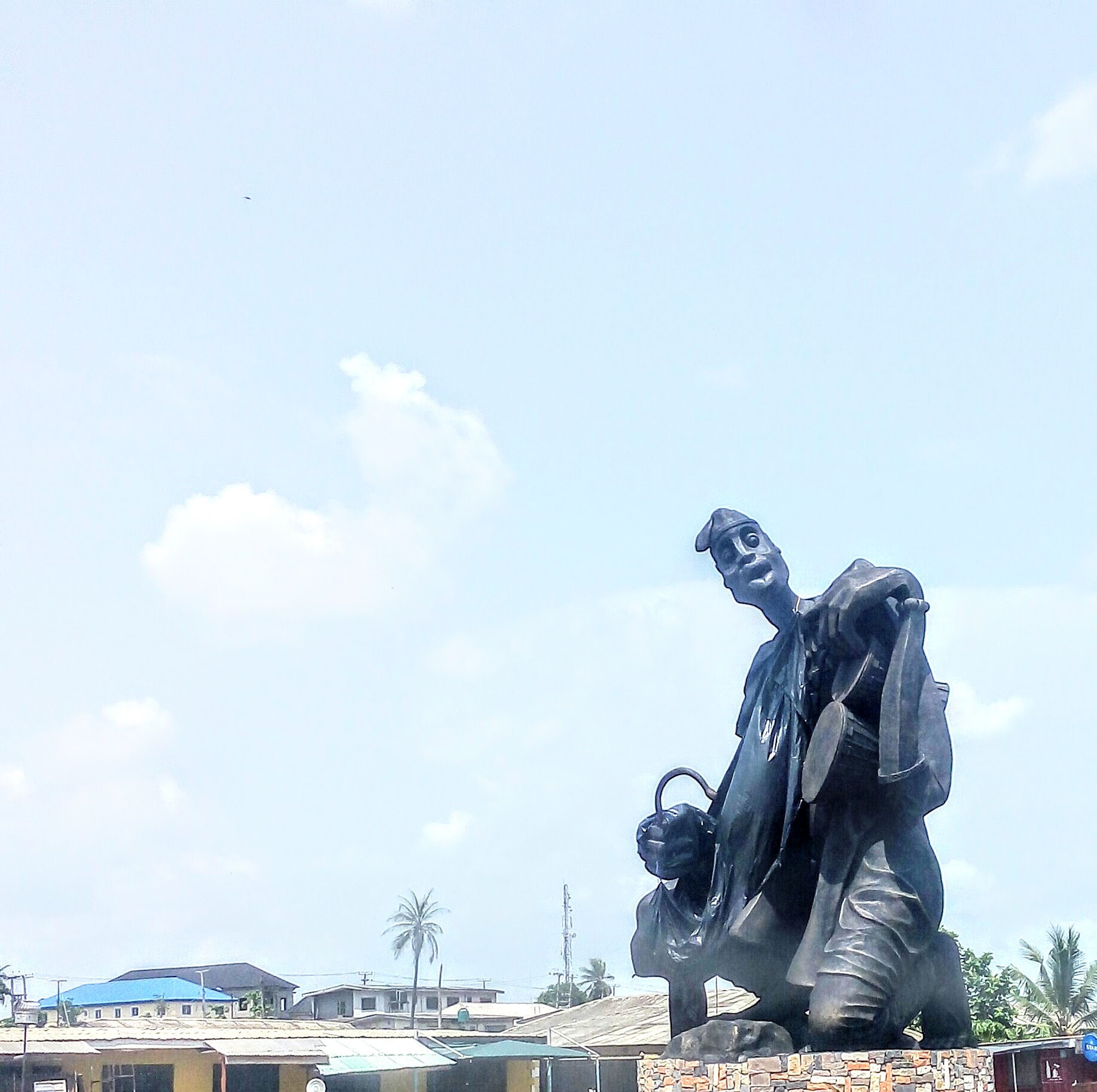
Статуя барабанщика

Основными отраслями промышленности в городе являются торговля, сельское хозяйство и производство. Здесь выращивают маниоку, кукурузу, различные вида овощей, производят пальмовое масло, собирают ананасы и бананы, которые отправляются в Лагос.
Многие огородные фермы расположены в окрестностях города. Кроме того, важной местной отраслью является коммерческое производство гончарных изделий. Имеет большую промышленную зону с несколькими заводами. В самом городе Икороду находятся филиалы нескольких известных нигерийских банков.

## Население
Население на 2006 год — 535 619 человек. Площадь составляет 345 км². Среди жителей Икороду есть приверженцы нескольких религий, включая христианство, ислам и традиционные культы.

## Образование
Здесь расположены Лагосский государственный университет науки и технологий и частный университет Калеба, несколько публичных библиотек.

## Известные уроженцы
- Одулате, Яков Согбоега (1884—1962) — нигерийский фармацевт, изобретатель, эссеист.
- Ошоала, Асисат (род.1994) — нигерийская футболистка.